# Deportees
Deportees è un gruppo musicale svedese formatosi nel 2003. È attualmente costituito dai musicisti Peder Stenberg, Anders Stenberg e Thomas Hedlund.

## Storia del gruppo
I Deportees si sono fatti conoscere con l'album in studio All Prayed Up, classificatosi 22º nella Sverigetopplistan. Hanno vinto il loro primo Grammis al rock dell'anno alla cerimonia del 2012, a seguito del successo riscosso dal disco Islands & Shores, arrivato al 3º posto della classifica svedese.
The Big Sleep (2015), posizionatosi al 2º posto, si è aggiudicato un premio Grammis per il rock dell'anno. People Are a Foreign Country (2023), invece, si è conteso il Grammis al pop alternativo dell'anno.

## Formazione
Attuale
- Peder Stenberg
- Anders Stenberg
- Thomas Hedlund

Ex componenti
- Mattias Lidström

## Discografia

### Album in studio
- 2004 – All Prayed Up
- 2006 – Damaged Goods
- 2009 – Under the Pavement - The Beach
- 2011 – Islands & Shores
- 2015 – The Big Sleep
- 2019 – All Future
- 2023 – People Are a Foreign Country

### EP
- 2019 – Re-dreaming

### Singoli
- 2006 – Damaged Goods
- 2006 – Missing You, Missing Me
- 2006 – Who Is Gonna Meet Me
- 2009 – Will You Talk
- 2009 – When They Come
- 2019 – Bright Eyes
- 2019 – Time Is the Tiger
- 2019 – Covered in Dreams
- 2020 – I Can See Myself (in Your Bad Ideas) (feat. Esther)
- 2020 – A Different High
- 2022 – Arms
- 2022 – Lost You for a While (con Sarah Klang)
- 2023 – Run for That Feeling
- 2023 – Have You Seen Me Lately